# Platyscapa bergi
Platyscapa bergi is een vliesvleugelig insect uit de familie vijgenwespen (Agaonidae). De wetenschappelijke naam is voor het eerst geldig gepubliceerd in 1986 door Wiebes.